# Kaj Larsen
Kaj Anders Jörgen Larsen, född 14 maj 1951 i Stockholm, är en svensk scenograf, produktionsledare, byggledare med mera. 

## Producent
- 1992 – Kejsarn av Portugallien

## Scenograf
- 1993 – Mannen på balkongen
- 1983 – Fanny och Alexander

## Filmografi roller
- 1995 – Vita lögner